# Penetrations from the Lost World
Penetrations from the Lost World EP je švedskog melodic death metal-sastava Dimension Zero. Diskografska kuća War Music objavila ga je 1997. Godine 2003. Regain Records ponovno je objavio album, a na tu su inačicu uratka uvrštene i pjesme nastale tijekom snimanja albuma Silent Night Fever i na koncertu u Japanu.

## Popis pjesama
Tekstovi: Jocke Göthberg. 
| 1997. | 1997.                                            | 1997.    | 1997. | 1997. | 1997. | 1997. | 1997. | 1997. | 1997. |
| Br.   | Skladba                                          | Trajanje |       |       |       |       |       |       |       |
| ----- | ------------------------------------------------ | -------- | ----- | ----- | ----- | ----- | ----- | ----- | ----- |
| 1.    | »Through the Virgin Sky«                         | 4:53     |       |       |       |       |       |       |       |
| 2.    | »Dead Silent Shriek«                             | 3:54     |       |       |       |       |       |       |       |
| 3.    | »Forgotten... but Not Forgiven«                  | 3:34     |       |       |       |       |       |       |       |
| 4.    | »Everlasting Neverness« (instrumentalna skladba) | 4:09     |       |       |       |       |       |       |       |
| 16:30 |                                                  |          |       |       |       |       |       |       |       |

| Bonus pjesme na reizdanju iz 2003. | Bonus pjesme na reizdanju iz 2003.     | Bonus pjesme na reizdanju iz 2003. | Bonus pjesme na reizdanju iz 2003. | Bonus pjesme na reizdanju iz 2003. | Bonus pjesme na reizdanju iz 2003. | Bonus pjesme na reizdanju iz 2003. | Bonus pjesme na reizdanju iz 2003. | Bonus pjesme na reizdanju iz 2003. | Bonus pjesme na reizdanju iz 2003. |
| Br.                                | Skladba                                | Trajanje                           |                                    |                                    |                                    |                                    |                                    |                                    |                                    |
| ---------------------------------- | -------------------------------------- | ---------------------------------- | ---------------------------------- | ---------------------------------- | ---------------------------------- | ---------------------------------- | ---------------------------------- | ---------------------------------- | ---------------------------------- |
| 5.                                 | »Condemned«                            | 3:01                               |                                    |                                    |                                    |                                    |                                    |                                    |                                    |
| 6.                                 | »Helter Skelter« (obrada The Beatlesa) | 3:03                               |                                    |                                    |                                    |                                    |                                    |                                    |                                    |
| 7.                                 | »Silent Night Fever« (uživo)           | 4:40                               |                                    |                                    |                                    |                                    |                                    |                                    |                                    |
| 8.                                 | »Not Even Dead« (uživo)                | 4:03                               |                                    |                                    |                                    |                                    |                                    |                                    |                                    |
| 9.                                 | »The Murder-Inn« (uživo)               | 2:57                               |                                    |                                    |                                    |                                    |                                    |                                    |                                    |
| 10.                                | »They Are Waiting to Take Us« (uživo)  | 3:39                               |                                    |                                    |                                    |                                    |                                    |                                    |                                    |
| 11.                                | »Through the Virgin Sky« (uživo)       | 4:32                               |                                    |                                    |                                    |                                    |                                    |                                    |                                    |
| 42:24                              |                                        |                                    |                                    |                                    |                                    |                                    |                                    |                                    |                                    |

| Bonus pjesma na japanskom izdanju | Bonus pjesma na japanskom izdanju   | Bonus pjesma na japanskom izdanju | Bonus pjesma na japanskom izdanju | Bonus pjesma na japanskom izdanju | Bonus pjesma na japanskom izdanju | Bonus pjesma na japanskom izdanju | Bonus pjesma na japanskom izdanju | Bonus pjesma na japanskom izdanju | Bonus pjesma na japanskom izdanju |
| Br.                               | Skladba                             | Trajanje                          |                                   |                                   |                                   |                                   |                                   |                                   |                                   |
| --------------------------------- | ----------------------------------- | --------------------------------- | --------------------------------- | --------------------------------- | --------------------------------- | --------------------------------- | --------------------------------- | --------------------------------- | --------------------------------- |
| 5.                                | »Troops of Doom« (obrada Sepulture) | 2:47                              |                                   |                                   |                                   |                                   |                                   |                                   |                                   |
| 19:20                             |                                     |                                   |                                   |                                   |                                   |                                   |                                   |                                   |                                   |

## Osoblje
| Dimension Zero - Fredrik Johansson – gitara (1. – 5. pjesma) - Jesper Strömblad – gitara (1. – 5. pjesma), bas-gitara - Hans Nilsson – bubnjevi - Jocke Göthberg – vokal - Glenn Ljungström – gitara - Daniel Antonsson – gitara (7. – 11. pjesma) Dodatni glazbenici - O. Dronjak – dodatni vokal (1. – 5. pjesma) | Ostalo osoblje - Staffan Olofsson – mastering - Jens Rydén – umjetnički smjer, dizajn - Fredrik Nordström – produkcija, inženjer zvuka, miks - Harris Johns – snimanje (7. – 11. pjesma) - Arnold Lindberg – miks (7. – 11. pjesma) - Anders Fridén – produkcija (5. i 6. pjesma) |